# Vlado Jordan
Vlado Jordan, slovenski inženir strojništva, * 2. januar, 1913, Ihan, † 28. september 1986, Ljubljana. 
Diplomiral je leta 1940 na beograjski Strojni fakulteti in tam 1965 tudi doktoriral. V letih 1943 do 1945 je sodeloval v narodnoosvobodilni borbi, kjer je bil med oblikovalci slovenskih partizanskih plačilnih sredstev (Menaše: Svetovni biografski leksikon). Po osvoboditvi je bil od leta 1946 do 1977 zaposlen v ljubljanskem Litostroju; tu je napredoval od samostojnega konstrukterja do projektnega vodje, vmes je od 1967 do 1970 delal v tovarni strojev v avstrijskem Andritzu. Napisal je knjigo Prehodni režimi hidravličnih cevnih sistemih in več raziskovalnih poročil. Njegova bibliografija obsega 12 zapisov.

## Izbrana bibliografija
- Prehodni ražimi v hidravličnih cevnih sistemih (COBISS)
- Fizikalna analiza hidravličnrga udara v sifonu vodne turbine z upoštevanjem vpliva zračnih filtrov za blažitev udara (COBISS)